# Adam Nawałka
Adam Nawałka (Cracovia, 23 de octubre de 1957) es un exfutbolista polaco. Fue entrenador de la selección de fútbol de Polonia desde 2013 hasta 2018. Actualmente no dirige a ningún club tras ser despedido por el Lech Poznań de la Ekstraklasa polaca.

## Trayectoria

### Club
Nawałka comenzó su carrera en 1969 en el Wisla Cracovia, su debut en la 'Ekstraklasa' (Liga Polaca) fue el 21 de mayo de 1975, disputó 190 partidos en la máxima categoría del fútbol polaco, anotando 9 goles. En el otoño de 1978 comenzó a tener lesiones recurrentes y a pesar de repetidas cirugías, tuvo que retirarse del fútbol profesional anticipadamente en 1984 a la edad de 27 años. En 1985 emigró a los Estados Unidos en donde jugó en el club semiprofesional Polish-American Eagles.

### Selección nacional
Fue internacional con la selección polaca de fútbol desde 1977 a 1980 disputando 34 partidos. A la edad de 19 años fue partícipe de la Copa Mundial de Fútbol de 1978 en donde disputó cinco de los seis juegos disputados por su selección. Al final del torneo, fue elegido en el equipo ideal de la Copa Mundial.

### Entrenador
Después de dirigir al Wisla Cracovia y a otros clubes menores, pasó a dirigir al GKS Katowice y más tarde al Górnik Zabrze entre 2010 y 2013. El 26 de octubre de 2013, el presidente de la Federación Polaca de Fútbol, Zbigniew Boniek, anunció que reemplazaría a Waldemar Fornalik como nuevo director técnico de la selección polaca. El 11 de octubre de 2014 en el Estadio Nacional de Varsovia condujo a la selección polaca a su primera victoria sobre la selección de fútbol de Alemania. En el año 2016 clasifica al equipo polaco a la segunda fase de la Eurocopa 2016 disputada en Francia. Tras clasificarse al Mundial de Rusia 2018, fue despedido tras una mala presentación en el torneo, al terminar en la última posición del Grupo H.
A finales de noviembre de 2018 firma contrato con el Lech Poznań hasta el 30 de junio de 2021. Sin embargo tras malos resultados cosechados que alejaron al club de la parte alta de la tabla, fue despedido el 31 de marzo de 2019.

#### Clubes como entrenador
| Club                           | País    | Año         |
| ------------------------------ | ------- | ----------- |
| Świt Krzeszowice               | Polonia | 1996 - 1998 |
| Wisła Cracovia                 | Polonia | 2000 - 2001 |
| Zagłębie Lubin                 | Polonia | 2002        |
| Sandecja Nowy Sącz             | Polonia | 2003 - 2004 |
| Jagiellonia Białystok          | Polonia | 2004 - 2006 |
| Wisła Cracovia                 | Polonia | 2006 - 2007 |
| GKS Katowice                   | Polonia | 2008        |
| Górnik Zabrze                  | Polonia | 2010 - 2013 |
| Selección de fútbol de Polonia | Polonia | 2013 - 2018 |
| Lech Poznań                    | Polonia | 2018 - 2019 |

## Palmarés

### Como entrenador

#### Campeonatos nacionales
| Título      | Club           | País    | Año     |
| ----------- | -------------- | ------- | ------- |
| Ekstraklasa | Wisła Cracovia | Polonia | 2000-01 |